# ペガスス座イプシロン星
ペガスス座ε星は、ペガスス座の恒星で2等星。

## 概要
この星からα星まで辿っていくと、ペガサスの胴部（ペガススの大四辺形）に当たる。
オレンジ色の超巨星。恒星進化論では、老年期の星から星の死に近い辺りだろうと推測される。この星は、超新星爆発を起こすか、ゆっくりしぼんでいき、白色矮星となるかの境目くらいの規模である。白色矮星になった場合、珍しいネオン酸素白色矮星になるだろうと予測されている。みずがめ座α星、みずがめ座β星と非常に似通っていることから、これらの3つの恒星は1500万年以上前に近い場所で誕生し、現在の位置に移動してきたものと考えられている。
視等級は最大で2.39の変光星。変光星としては非常に奇妙な光度変化を示す。LC型の脈動変光星として分類されているが、1972年にフロリダ州で、アルタイルと同程度の0.7等、即ち通常の5倍以上の明るさまで増光したのが観測されている。逆に3.5等まで暗くなったりする等、まるで爆発型変光星のような変光をしたこともある。近年は2.4等前後で推移しており、光度変化も眼視観測ではほとんど認められないくらい小さい。

## 名称
学名はε Pegasi（略称はε Peg）。固有名のエニフ (Enif) は、アラビア語で「鼻」を意味する anf に由来するとされるが、実際にこの星を指して anf としたアラビア語の文献がなく、真の由来は定かではない。2016年7月20日に国際天文学連合の恒星の命名に関するワーキンググループ (Working Group on Star Names, WGSN) は、Enif をペガスス座ε星の固有名として正式に承認した。